# Lutz Lindemann
Lutz Lindemann (* 13. Juli 1949 in Halberstadt) ist ein ehemaliger deutscher Fußballspieler. In der höchsten Spielklasse des DDR-Fußballs, der Oberliga, spielte er für FC Rot-Weiß Erfurt und den FC Carl Zeiss Jena. Der frühere DDR-Nationalspieler war nach seiner Fußballer-Laufbahn unter anderem Trainer beim FC Erzgebirge Aue und Vereinspräsident beim FC Carl Zeiss Jena.

## Sportliche Laufbahn

### BSG- und Clubstationen
Lutz Lindemann spielte in seiner Jugend bei der Betriebssportgemeinschaft Aufbau/Empor Halberstadt und dem 1. FC Magdeburg beziehungsweise dessen Vorgängerclub SC (Aufbau) Magdeburg. Dort wurde er nach dem Wiederaufstieg der Elbestädter im Sommer 1967 aus dem eigenen Nachwuchs in den Oberligakader übernommen, konnte dort aber keine Erstligaeinsätze verzeichnen. So ging er im selben Jahr, nachdem ein Wechsel aus Magdeburg zur BSG Stahl Eisenhüttenstadt nicht gestattet wurde, zurück in seine Heimatstadt zur BSG Lokomotive Halberstadt. Danach kam er über die Zweitvertretung des BFC Dynamo und die BSG Motor Nordhausen West im Frühjahr 1971 zum FC Rot-Weiß Erfurt. Nach dem Abstieg in die zweitklassige DDR-Liga und dem sofortigen Wiederaufstieg spielte Lindemann beim FC Rot-Weiß bis 1977 kontinuierlich in der Oberliga.
Im Anschluss wechselte er zum Thüringer Rivalen FC Carl Zeiss Jena, bei dem er bis zu seinem Karriereende 1981 blieb und seine größten Erfolge feierte. Darunter war der FDGB-Pokalsieg 1980 im Finale gegen seinen alten Club aus Erfurt. Mit den Jenaern erreichte er 1981 das Finale um den Europapokal der Pokalsieger, das die Jenaer im Düsseldorfer Rheinstadion mit 1:2 gegen Dinamo Tiflis verloren.
In der DDR-Oberliga bestritt Lindemann insgesamt 205 Spiele und erzielte dabei 42 Tore. In der DDR-Liga war er in 50 Partien 23-mal Torschütze. Im Europapokal traf der Mittelfeldspieler siebenmal in 21 Begegnungen.

### Auswahleinsätze
Als Mitglied des neu gegründeten 1. FC Magdeburg absolvierte Lindemann im Jahr 1966 vier Länderspiele mit der U-18-Auswahl des DFV. Für den DDR-Kader seines Jahrgangs, der im Frühjahr 1967 beim UEFA-Juniorenturnier in der Türkei in der Vorrunde ausschied, wurde er nicht nominiert. In den 1970er-Jahren, in denen U-21 und U-23 zum Teil parallel agierten, wurde der inzwischen beim FC Rot-Weiß aktive Mittelfeldspieler in acht Begegnungen der DDR-Nachwuchsauswahl aufgeboten.
Am 7. September 1977 gab er beim 1:0 gegen Schottland in Ost-Berlin sein Debüt in der A-Nationalmannschaft der DDR. Drei Jahre später absolvierte er in Leipzig gegen Spanien (0:0) sein letztes Länderspiel. Insgesamt bestritt er für die A-Auswahl 21 Länderspiele und erzielte dabei zwei Tore. Zuvor war er zweimal für die B-Nationalelf aufgelaufen.

## Weiterer Werdegang

### Stationen als Trainer und Manager
Nach seiner Spielerkarriere begann Lutz Lindemann eine Trainerlaufbahn. Seine erste Station war 1982/83 der DDR-Ligaaufsteiger Motor Hermsdorf. Dort schaffte er nicht den Klassenerhalt und wechselte zur Saison 1983/84 zum DDR-Liga-Neuling Fortschritt Weida. Auch mit Weida stieg Lindemann postwendend wieder ab, konnte aber mit der Mannschaft weiterarbeiten und führte sie 1987 noch einmal in die DDR-Liga. Im Juli 1989 ging er zurück nach Jena, wo er die Funktion des Mannschaftsleiters übernahm. Von 1992 bis 1995 war Lindemann Trainer beim FC Erzgebirge Aue und danach Manager bei den Veilchen. Nach dem Rauswurf von Ralf Minge übernahm er zusätzlich von April 1996 bis Juni 1998 erneut den Trainerposten in Aue. Ab Juli 1998 bis 2003 war Lindemann dann fast ausschließlich nur noch als Manager – kurz noch einmal begleitet von einer Tätigkeit als Co-Trainer unter Holger Erler im Frühjahr 1999 – beim FC Erzgebirge Aue aktiv. 2004 bis 2006 war Lindemann Manager beim Halleschen FC und war dort zwischenzeitlich für sieben Monate auch Trainer.
Seit dem 28. Januar 2007 fungierte Lindemann als Sportlicher Leiter in Jena. Er musste allerdings am 22. Dezember 2007 diesen Posten aufgeben, da er für die schlechte Tabellensituation des FC Carl Zeiss am Ende der ersten Hälfte der Saison 2007/08 verantwortlich zeichnete. Von Januar bis Juni 2008 arbeitete Lutz Lindemann dann als Chefscout des FC Carl Zeiss Jena. Zum 1. Juli 2008 trennte sich der Klub von ihm.
Am 24. September 2009 wurde Lindemann als „Vorstandsmitglied mit Zuständigkeit Jugendarbeit“ beim NRW-Ligisten Sportfreunde Siegen vorgestellt. Ab dem 29. Oktober 2009 war Lindemann für den kompletten sportlichen Bereich der Sportfreunde zuständig, am 29. März 2010 übernahm er kommissarisch auch den Posten des Vorstandsvorsitzenden. Nach vier Jahren im Siegerland beendete er seine Tätigkeit dort im Sommer 2013. Zur Saison 2013/14 wurde er Sportlicher Leiter des Regionalligisten FC Viktoria 1889 Berlin. Am 4. April 2014 wurde Lindemann als neuer Präsident des FC Carl Zeiss Jena bestätigt. Am 1. März 2016 verkündete Lindemann seinen Rücktritt als Geschäftsführer der FC Carl Zeiss Jena Fußball Spielbetriebs GmbH, zudem trat er von der Position des Sportlichen Leiters zurück. Im Juli 2016 wurde Lindemann Sportdirektor des kosovarischen Erstligisten KF Prishtina. Im Januar 2017 übernahm er zudem den Trainerposten des Vereins aus der Vala Superleague of Kosovo, bevor Ahmet Beselica ihn im August 2017 als Trainer von Prishtina ablöste. Lindemann blieb Sportdirektor.

### Fernsehkarriere
Seit Juli 2018 ist Lindemann Experte für die 3. Fußball-Liga und die Regionalliga Nordost bei Sport im Osten im Mitteldeutschen Rundfunk.

## Schriften
Optimist aus Leidenschaft. Mein Leben. (Autobiografie mit Frank Willmann) Aufbau Berlin, 2019, ISBN 978-3-351-03744-4.